# 이용 약관
이용 약관(영어: Terms of service terms of use이나 terms and conditions으로도 알려짐, 줄여서 ToS 또는 TOS라고 부르기도 함)은 서비스를 이용하기 위해 동의해야만 하는 규칙이다.

## 같이 보기
- 어밴던웨어
- 이용 목적 제한 방침
- 소프트웨어 사용권 동의
- 자유 소프트웨어 사용권
- 인터넷 프라이버시